# Port-de-Bouc
Port-de-Bouc é uma comuna francesa na região administrativa da Provença-Alpes-Costa Azul, no departamento de Bouches-du-Rhône. Estende-se por uma área de 11,46 km². Em 2010 a comuna tinha 16 693 habitantes (densidade: 1 456,6 hab./km²).